# Uniwiersitiet
Uniwiersitiet (ros. Университет – Uniwersytet) – stacja metra w Moskwie, na linii Sokolniczeskiej. Jej nazwa pochodzi od uniwersytetu, w pobliżu gmachu którego się znajduje. Stacja została otwarta 12 stycznia 1959. Do roku 1963 odgrywała rolę stacji końcowej. Za peronem, w kierunku południowym znajdują się tory odstawcze, które w razie potrzeby mogą być wykorzystane do dziś.